# Kwon Hee-sook
Kwon Hee-sook (koreanisch 권희숙; * 25. September 1978) ist eine südkoreanische Badmintonspielerin. 

## Karriere
Kwon Hee-sook nahm 2002 an der Weltmeisterschaft für Damenmannschaften im Badminton, dem Uber Cup, teil. Dort wurde sie Vizeweltmeisterin mit ihrem Team. Bei den Asienspielen des gleichen Jahres gewann sie ebenfalls Silber mit dem Team. Bei den Vietnam Open 2006 wurde sie Dritte. Die Korea International 2008 konnte sie für sich entscheiden.